# Blackbeard Ale
Blackbeard Ale is een biermerk uit de Amerikaanse Maagdeneilanden. Het bier wordt gebrouwen in de Virgin Islands Brewing Co. te Christiansted in Saint Croix.
Het is een amberkleurige ale met een alcoholpercentage van 5,2%. Het bier is vernoemd naar de Engelse piraat Edward Teach uit de achttiende eeuw, wiens bijnaam “zwartbaard” was.